# Tan Miao
Tan Miao (China, 6 de enero de 1987) es una nadadora china especializada en pruebas de estilo libre, donde consiguió ser subcampeona olímpica en 2008 en los relevos de 4x200 metros.

## Carrera deportiva
En los Juegos Olímpicos de Pekín 2008 ganó la medalla de plata en los relevos de 4x200 metros, con un tiempo de 7:45.93 segundos que fue récord de Asia, tras Australia y por delante de Estados Unidos (bronce).